# قراگوز حاجی‌بابا
قراگوزحاجی بابا، روستایی است از توابع بخش مرکزی شهرستان ارومیه و در شهرستان ارومیه استان آذربایجان غربی ایران است.

## جمعیت
این روستا در دهستان نازلوی جنوبی قرار داشته و بر اساس سرشماری سال ۱۳۸۵ جمعیت آن برابر با ۱۴۶ نفر (۴۳ خانوار) بوده‌است.